# Llangynwyd Lower
Llangynwyd Lower (en anglais) ou Llangynwyd Isaf (en gallois) est une communauté du borough de comté de Bridgend, au pays de Galles.
La communauté correspond à la partie australe de l'ancienne paroisse de Llangynwyd (en) (le reste formant la communauté de Llangynwyd Middle / Llangynwyd Ganol) et comprend le village de Coytrahen / Goetre-hen (cy). Au recensement de 2011, elle comptait 440 habitants.